# Bakoye
Bakoye (naziva se i Semefé, Bakoy) je rijeka duga 560 km u Zapadnoj Africi, koja sutokom s rijekom Bafing čini rijeku Senegal. Bakoje protječe kroz države Mali i Gvineja, te u dijelu svog toka čini međunarodnu granicu između te dvije države. 
Na Mande jezicima Bafing označava crnu rijeku dok Bakoje bijelu rijeku.
Rijeka izvire u planinama Ménien (fra. Monts Ménien), sjeverozapadno od grada Siguiri u Gvineji, a kod grada Bafoulabé spaja se s rijekom Bafing u rijeku Senegal. Tijekom sezone monsuna u rujnu rijeka ima maksimalni protok, dok je od siječnja do lipnja u sušnom razdoblju gotovo bez protoka.

## Vanjske poveznice
|  | Zajednički poslužitelj ima još gradiva o temi Bakoye |